# Álvaro García Pascual
Álvaro Miguel García Pascual (Benalmádena, 21 luglio 2002) è un calciatore spagnolo, attaccante del Cadice.

## Carriera
Ha iniziato a giocare con delle squadre dilettantistiche spagnole prima di trasferirsi negli Stati Uniti nel 2018, dove ha proseguito la sua carriera calcistica prima di entrare a far parte della Coastal Carolina University, dove ha giocato con la formazione locale dei Coastal Carolina Chanticleers. Nel 2023 si è iscritto all'università di Marshall cambiando di conseguenza squadra.
Il 4 luglio 2024 è stato acquistato dal Siviglia che lo ha assegnato alla propria squadra riserve, con cui ha esordito tra i professionisti realizzando 8 reti in 27 presenze nella terza divisione spagnola. Dopo un buon inizio ha attirato l'attenzione dell'allenatore della prima squadra ed il 13 dicembre ha debuttato in Primera División nell'incontro vinto 1-0 contro il Celta Vigo.

## Statistiche

### Presenze e reti nei club
Statistiche aggiornate al 14 febbraio 2025
| Stagione        | Squadra           | Campionato      | Campionato | Campionato | Coppe nazionali | Coppe nazionali | Coppe nazionali | Coppe continentali | Coppe continentali | Coppe continentali | Altre coppe | Altre coppe | Altre coppe | Totale | Totale | Totale |
| Stagione        | Squadra           | Comp            | Pres       | Reti       | Comp            | Pres            | Reti            | Comp               | Pres               | Reti               | Comp        | Pres        | Reti        | Pres   | Reti   |        |
| --------------- | ----------------- | --------------- | ---------- | ---------- | --------------- | --------------- | --------------- | ------------------ | ------------------ | ------------------ | ----------- | ----------- | ----------- | ------ | ------ | ------ |
| 2024-2025       | Siviglia Atlético | PF              | 27         | 8          | -               | -               | -               | -                  | -                  | -                  | -           | -           | -           | 27     | 8      |        |
| 2024-2025       | Siviglia          | PD              | 5          | 0          | CR              | 1               | 0               | -                  | -                  | -                  | -           | -           | -           | 6      | 0      |        |
| Totale carriera | Totale carriera   | Totale carriera | 32         | 8          |                 | 1               | 0               |                    | -                  | -                  |             | -           | -           | 33     | 8      |        |